# فهرست کارآفرینان ارمنی
در زیر فهرست کارآفرینان ارمنی (انگلیسی: List of Armenian businesspeople) آورده شده‌است:

## فناوری هوافضا و هوانوردی
- آرتیوم میکویان، بنیان‌گذار میکویان، MiG
- ادواردو ارنکیان، مالک فرودگاه‌ها در آرژانتین، و فرودگاه بین‌المللی زوارتنوتس
- میخائیل بوغوسیان، مدیر عامل اجرایی سوخو، و تولیدکننده هواگرد جنگنده روسی MiG

## معماران
- میشل موسسیان، معمار و مالک موسسیان & شرکا، لندن

## بانکداری، امور مالی، بیمه و بانکداری سرمایه‌گذاری

### روسیه
- روبن آقابگیان، مدیر عامل اجرایی رنسانس کپیتال، رئیس مایسکس
- روبن واردانیان، مدیر عامل اجرایی و رئیس ترویکا دایالوگ گروپ
- سامول کاراپتیان، بنیان‌گذار و رئیس تاشیر گروپ
- آشوت یغیازاریان، بانکدار؛ نماینده دومای دولتی روسیه

### ایالات متحده آمریکا
- استیون کنداریان، معاون اجرایی رئیس و مأمور سرمایه‌گذاری پیشین مت‌لایف
- پل قازاریان، مدیر صندوق پوشش ریسک
- جرج کی. کوستیکیان، شریک قدیمی براون برادرز هریمن
- چارلز آجمیان، معاون پیشین رئیس چیس
- رابرت مهرابیان، عضو هیئت مدیرهٔ بانک نیویورک ملون
- ریچارد دونچیان، پیشگام وال استریت سرمایه‌گذار
- کرک کرکوریان، کارآفرین، سرمایه‌گذار، و بشردوست، میلیاردر، رئیس و مدیر عامل اجرایی شرکت تراسیندا، دهمین شرکت وام‌دهنده پول در آمریکا. وی عنوان قهرمان ملی ارمنستان، عالی‌ترین نشان دولتی را دریافت کرد.
- ماری الن ایسکندریان، مدیر عامل اجرایی و رئیس بانک‌داری بین‌المللی زنان و مدیر ارشد اجرایی پیشین بانک جهانی

## کارآفرینان

### فراگیر
- آرا آبرامیان، دلال الماس اهل روسیه
- آرتم توروسیان، کارآفرین روس، نخستین میلیونر رسمی در اتحاد جماهیر شوروی سوسیالیستی
- آرسن آواکوف، فرماندار منطقه خارکوف (۲۰۰۵–۲۰۱۰) و کارآفرین در اوکراین، وزیر امورداخلی اوکراین (۲۰۱۴–اکنون)
- آرسن گاسپاریان، دبیر پیشین مطبوعاتی اهل آمریکا، ناشر و تولیدکنندهٔ سیگار
- آرمن سارگسیان، رئیس نایتس‌بریج گروپ، نخست‌وزیر پیشین ارمنستان
- آلکس مانوکیان، بنیان‌گذار ماسکو
- ایان برمر، رئیس گروه اوراسیا
- پل چاتر، کارآفرین در هنگ کنگ
- پل گارمیریان، بنیان‌گذار و مالک پی.جی. سیگاررز
- جک خاچکار، کارآفرین کانادایی-ارمنستانی
- دانیل اوستیان، رئیس نویستار اینترنشنال
- داویت شاکاریان، بنیان‌گذار جی‌ان‌سی
- رافی هالاجیان، بنیان‌گذار رساننده خدمات اینترنتی فرانس‌نت
- سامول کاراپتیان، مالک تاشیر
- سرگئی گالیتسکی، گردانندهٔ خرده‌فروشی اهل روسیه، ماگنیت
- شرکت ایودیس زیلجیان، بنیان‌گذار شرکت ایودیس زیلجیان
- کارل چیلینگیریان، کارآفرین آلمانی-ارمنی، یکی از بنیان‌گذاران کیبو
- کرک کرکوریان، سرمایه‌گذار
- گاگیک تساروکیان، کارآفرین در ارمنستان
- گئورک هُونانیان، رئیس هونانیان; خانه‌ساز
- گغارد کافسجیان، کارآفرین، سرمایه‌گذار خصوصی و عضو پیشین هیئت مدیره وست پابلیشینگ
- لری گاگوسیان، بنیان‌گذار نگارخانه گاگوسیان
- ماتیلد مانوکیان، کارآفرین؛ مشاور املاک
- هرانت واردانیان، کارآفرین در ارمنستان؛ بنیان‌گذار و رئیس گراند هولدینگ
- هرایر هاکوبیان، بنیان‌گذار کارخانه شراب و شامپاین ایروان و سرمایه‌گذار

### فناوری پیشرفته
- آلکسیس اوهانیان، کارآفرین اینترنت، یکی از بنیان‌گذاران ردیت
- آندری آندریف، بنیان‌گذار و مالک بادو
- آوی توانیان، مدیر ارشد فناوری پیشن در شرکت اپل و خالق سیستم‌عامل مک‌اواس، از شرکای الوایشن پارتنرز
- هوهانس آوویان، یکی از بنیان‌گذاران و مدیر عامل اجرایی پیکسارت

### نفت و گاز
- آلکساندر مانتاشیانتس، غول نفتی، کارخانه‌دار، سرمایه‌گذار، و بشردوست
- گالوست گلبنکیان، یکی از بنیان‌گذاران رویال داچ شل، غول نفتی

## مدیرعامل اجرایی
- ادوارد سارکیسف، معاون رئیس روس‌نفت
- ادواردو ارنکیان، رئیس شرکت گردانندهٔ فرودگاه‌های آرژانتین
- استیون کنداریان، مدیر عامل اجرایی و رئیس مت‌لایف
- ترو پیلیگویان، رئیس اوگیلوی و مدیر عملیات دبلیوپی‌پی
- تیگران خوداوردیان، معاون مدیر عامل اجرایی یاندکس
- رابرت مهرابیان، عضو هیئت مدیرهٔ گروه بورس بازرگانی و کالای شیکاگو و بانک نیویورک ملون
- راجر تاتاریان، و معاون مدیر اجرایی سردبیر پیشین یونایتدپرس اینترنشنال
- ران نرسسیان، رئیس هیئت مدیره و مدیر عامل اجرایی کیسایت
- ران هوسپیان، مدیرعامل غیراجرایی و رئیس هیئت مدیرهٔ آن تیلر و مدیر عامل اجرایی و رئیس نوول
- روبرت کوچاریان، مدیرعامل غیراجرایی سیستما
- رومن سارکیسف، مدیر عامل اجرایی ام‌تی‌وی روسیه
- سرژ چوروک، رئیس پیشین آلکاتل-لوسنت
- کارول بلک، مدیر عامل اجرایی و رئیس شبکه‌های تلویزیونی A&E
- وارتان گریگوریان، رئیس بنیاد کارنگی
- واهان جانجیکیان، معاون ارشد رئیس فوربز

## مد
- آلن میکلی، طراح
- پاتریسیا فیلد، طراح مد بریتانیایی
- فرانسیس کورکدجیان، مالک پرفیوم هاوس، مزون فرانسیس کورکدجیان
- کارولین رافائلیان، بنیان‌گذار و مالک شرکت جواهرات و لوازم زینتی آلکس و آنی
- والری تورانیان، سردبیر (نسخه فرانسوی) ال

## صنعت سینما و تلویزیون

### آرژانتین
- مارتین کاراداغیان، هنرپیشه آرژانتینی

### روسیه
- آرمن اوگانسیان، مدیر عامل اجرایی صدای روسیه
- آنا ملیکیان، کارگردان، مالک استودیوهای مگنوم
- کارن شاخنازاروف، مدیر عامل اجرایی موس‌فیلم
- مارگاریتا سیمونیان، سردبیر آرتی

### ایالات متحده
- آلکس یمینجیان، مدیر عامل اجرایی و رئیس پیشین مترو گلدوین مایر

## وکیل
- رابرت کارداشیان، وکیل مدافع که از او.جی. سیمپسون دفاع کرد.
- کارینا موسکالنکو، وکیل حقوق بشری اهل روسیه
- مارک گراگوس، وکیل مدافع که از مایکل جکسون دفاع کرد.

## ورزش
- خورن کالاشیان، نخستین مأمور ارمنی کشف استعداد در فوتبال
- هنریخ مخیتاریان، بازیکن حرفه‌ای فوتبال؛ هافبک لیگ برتر فوتبال انگلستان تیم باشگاه فوتبال منچستر یونایتد و کاپیتان تیم ملی فوتبال ارمنستان
- یورا موسیسیان، بازیکن حرفه‌ای فوتبال؛ مهاجم لیگ برتر فوتبال ایالات متحده آمریکا تیم رئال سالت لیک و تیم ملی فوتبال ارمنستان

## صنعت بازی ویدئویی و نرم‌افزار
- آلکس سروپیان، بنیان‌گذار بانجی و توسعه‌دهنده مجموعه بازی ویدئویی هیلو
- گرگ کوستیکیان، طراح بازی